# 奎尼卡因

Thieme 合成方式 Patent:

奎尼卡因（商品名：dimethisoquin）是一种有机化合物，化学式为C17H24N2O，可作为局部麻醉药和止痒剂。